# Filip Osipovič Paulucci
Filip Osipovič Paulucci (rusko Филипп Осипович Паулуччи), ruski general italijanskega rodu, * 1779, † 1849.
Bil je eden izmed pomembnejših generalov, ki so se borili med Napoleonovo invazijo na Rusijo; posledično je bil njegov portret dodan v Vojaško galerijo Zimskega dvorca.

## Življenje
Njegov oče je bil tajni svetovalec in džentleman na avstrijskem dvoru. Izobrazbo je prejel pri jezuitih. 
Leta 1793 je vstopil v vojsko Piemonta. Potem, ko je bil Piemont priključen Franciji, je vstopil v francosko vojsko. Leta 1796 je sodeloval v uspešnem protifrancoskem uporu. Potem, ko je bil Piemont okupiran, je pobegnil v Avstrijo, kjer je vstopil v avstrijsko vojsko in se boril proti Franciji. Leta 1801 je s činom polkovnika vstopil v vojsko kraljevine Italije; leta 1805 je postal poveljnik trdnjave Kotor. 8. decembra 1806 je izstopil in se pridružil francoskemu generalštabu s činom polkovnika, a že 16. marca 1807 je bil sprejet v rusko vojsko s činom polkovnika. 
Prvotno je bil zadolžen z organiziranjem oskrbovalne službe in postal adjutant generala generala Michelsohnena. Leta 1807 je izvedel uspešna pogajanja s Srbijo. 
Sodeloval je v bojih s Turki (1806-12) in leta 1808 je postal načelnik štaba 8. pehotne divizije. Nato je sodeloval v bojih proti Švedom (1808-12), za kar je bil 22. junija 1808 povišan v generalmajorja. Leta 1810 je postal načelnik štaba Samostojnega gruzinskega korpusa. 22. oktobra 1810 je bil povišan v generalporočnika in bil imenovan za generalnega oskrbnika Kavkaške armade. 6. julija 1811 je postal vrhovni poveljnik Gruzije. 
Med veliko patriotsko vojno je bil premeščen v Petersburg, kjer je postal načelnik štaba 3., nato pa 1. zahodne armade. 
17. oktobra 1812 je postal vojaški guverner Rige in istočasno še generalni guverner Litve, Kurlandije in Estonije. 
31. decembra 1829 je odstopil iz mest guvernerja in se odpravil v Italijo, kjer je vstopil v sardinsko službo; postal je guverner Genove, generalni inšpektor sardinske vojske in državni minister.